# Cataulacus impressus
Cataulacus impressus är en myrart som beskrevs av Bolton 1974. Cataulacus impressus ingår i släktet Cataulacus och familjen myror. Inga underarter finns listade.